# Hans Eick

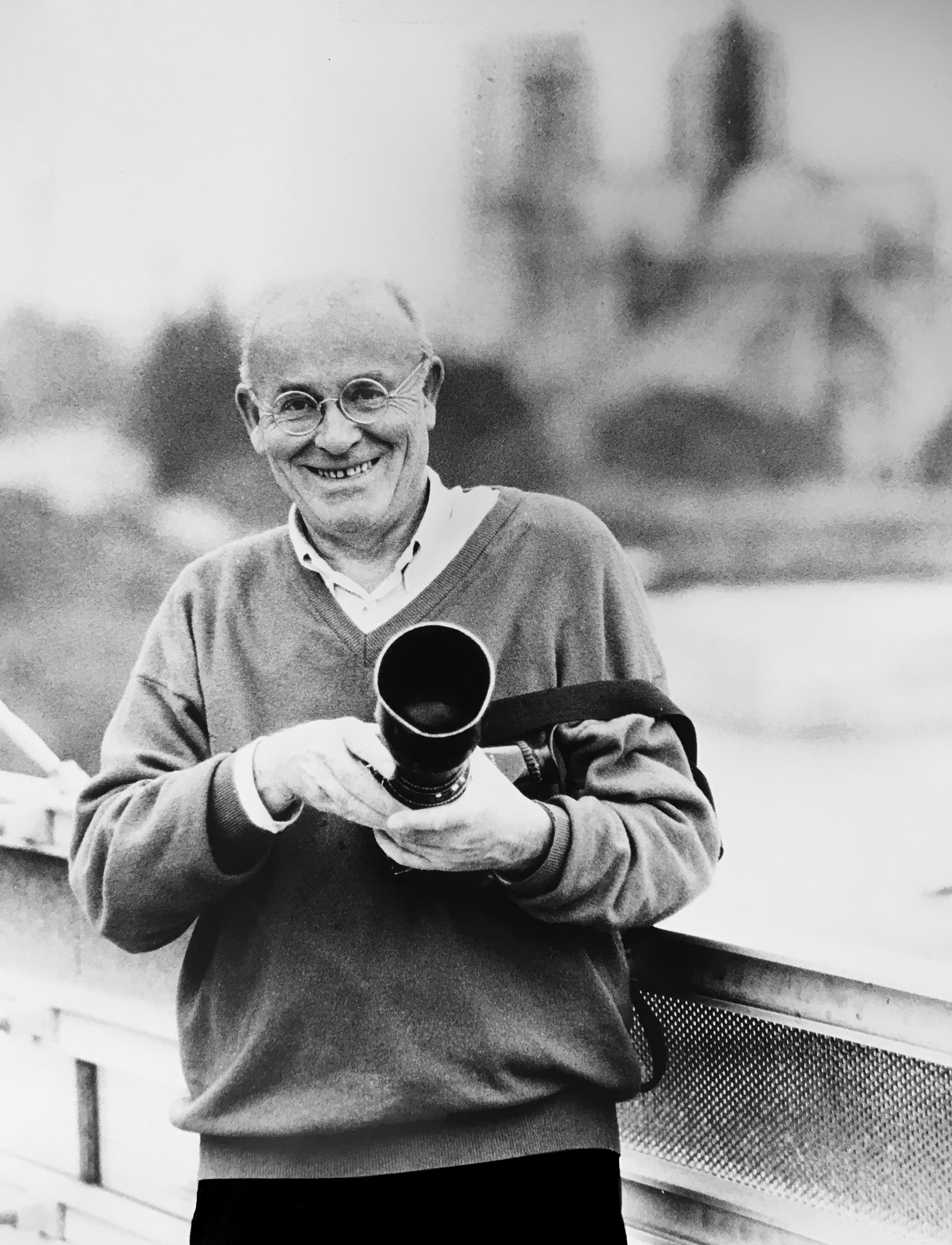
Hans Eick (c) Benedict Fr.-C. Hellwig

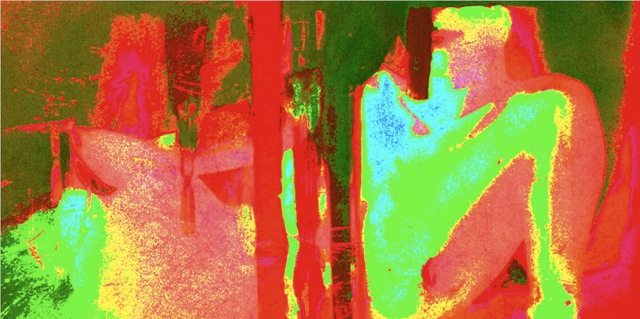
Farbstudie

Hans Eick Logo - Fotografie

Fotohaus Eick (1963–65), Emsdetten

Autobahn in den USA

Industrielandschaft

Gangway auf dem Flughafen

Hans Eick (* 23. Juli 1932 in Emsdetten; † 10. Oktober 2009 ebenda) war ein deutscher, international tätiger Fotograf und Mitglied im Berufsverband Freie Fotografen und Filmgestalter (BFF).

## Leben und Werk
Hans Eick studierte an der Fachhochschule für Design in Münster Freie Grafik und Malerei, absolvierte seine Meisterprüfung als Fotograf und schloss ein Studium an der Fachhochschule für Fotoingenieurswesen in Köln mit dem Diplom ab.
Nach weiteren Studienaufenthalten in den USA und Paris erhielt Hans Eick über Jahrzehnte zahlreiche Aufträge als freiberuflicher Industrie- und Werbefotograf für die Mittel- und Großindustrie. Er erstellte weltweit Fotodokumentationen ganzer Industrielandschaften. In eigenen Studios in Emsdetten, Hamburg und Berlin entstanden Produktionen für Werbe- und Modefotografieaufträge.
Neben den internationalen Projekten in Europa, Asien, Afrika und Amerika begleitete Eick über Jahrzehnte auch den Wandel verschiedener Städte und Landschaften in Deutschland. So dokumentierte er eindrucksvoll Entwicklungen im Ruhrgebiet, in Westfalen und in den neuen Bundesländern. Sein Interesse galt den Strukturen einer sich wandelnden Kulturlandschaft mit den Parametern Natur, Architektur und Infrastruktur, die er gleichsam künstlerisch wie kritisch in den Blick nahm.
Mit den Architekten des Architektenteams (Harald Deilmann, Max von Hausen, Ortwin Rave, Werner Ruhnau) in Münster war er befreundet und dokumentierte deren Werke. Nach Plänen von Max von Hausen und Ortwin Rave ließ sich Hans Eick 1963–1965 ein eigenes Wohn- und Geschäftshaus (Fotohaus Eick) als modernes Statement in seiner Heimatstadt Emsdetten bauen.
Die Gesellschaft für Photografie und Stahlverband zeichnete ihn 1989 mit dem Designer-Award aus.
Ausgewählte Fotografien wurden 2007 in die Sammlung Prof. F. C. Gundlach (Hamburg) aufgenommen.
Beherrschte in den früheren Jahren die Schwarz-Weiß-Photographie seine freien Arbeiten, so widmete er sich in den letzten Jahren verstärkt der farbigen Digitalisierung von Photos. Ab 1990 entwickelte er eine Art digitale Malerei, wobei er Motive aus ausgeführten Auftragsarbeiten in die digitale Bearbeitung einfließen ließ.
In über 40 Berufsjahren hat sich Eick als gesellschaftskritischer Fotograf verstanden. Er porträtierte nicht nur den vermeintlichen Fortschritt als hohen Stand der Technik, sondern auch Umweltzerstörung und das menschliche Elend, das ihm weltweit begegnete, u. a. in den Favelas südamerikanischer Metropolen.
Das fotografische Werk von Hans Eick wurde in zahlreichen Einzel- und Gruppenausstellungen gezeigt.

## Einzelausstellungen (Auswahl)
- 1977: Art-Hotel Mauritzhof, Münster
- 1978: Galerie Steinbeck, Köln
- 1979: Uni-Klinik, Münster
- 1983: Galerie Noran, Lüdinghausen
- 1989: Stahlzentrum, Düsseldorf
- 1990: Oevermann, Münster
- 1994: Kunstverein Emsdetten
- 1998: Lichthof Rethmann, Lünen
- 1998: Zehnder International, München
- 2000: Galerie Wienhausen, Münster:  Hans Eick: Macht Euch die Erde untertan.
- 2002: Galerie Inga Kondeyne, Berlin: Hans Eick - Industriewelten.
- 2002: Industrie- und Handelskammer, Münster
- 2003: Erdgas, Münster
- 2004: Handwerkskammer, Münster
- 2004: VerbundSparkasse Emsdetten-Ochtrup
- 2008: Galerie König, Münster: Hans Eick - Sarah Eick.

## Gruppenausstellungen (Auswahl)
- 1984: Museum, Herne
- 1985: Stadtwerke Düsseldorf
- 1988: Kunsthalle Düsseldorf
- 1989: Museum für Kunst und Gewerbe Hamburg
- 1990: Kampnagel Fabrik, Hamburg
- 1991: PPS Galerie, Düsseldorf
- 1997: Zeche Zollverein, Essen
- 1998: Universität Peking
- 1998: Große Kunstausstellung, Düsseldorf
- 1999: Museum für Kunst und Gewerbe Hamburg: Die besten Bilder der letzten 30 Jahre BFF.
- 1999: Württembergischer Kunstverein Stuttgart
- 2000: DA Kunsthaus Kloster Gravenhorst: Kunst in der Region.
- 2001: DA Kunsthaus Kloster Gravenhorst: Kunst in der Region.
- 2005: BFF Düsseldorf: Selected Characters.
- 2005: BFF Düsseldorf: Selected Sceneries.
- 2013: Galerie Münsterland, Emsdetten: Retrospektiv: 75 Jahre Kunst in Emsdetten.